# Găvănești (okręg Buzău)
Găvănești – wieś w Rumunii, w okręgu Buzău, w gminie Săgeata. W 2011 roku liczyła 1076 mieszkańców. 